# Bobby Digital
Bobby «Digital» Dixon (Kingston, Jamaica; más tardío 1961-21 de mayo de 2020), fue un influyente productor jamaicano de reggae y dancehall. Recibió el apodo Bobby Digital de King Jammy, con quien trabajó a mediados de los años 1980, que había empezado a experimentar con ritmos digitales en la misma época. Fue el dueño del sello Digital B, entre los artistas con éxito en el sello están Shabba Ranks y Sizzla. Ha influido en artistas de reggae como Admiral Tibet.

## Biografía
Comenzó a trabajar con King Jammy en Kingston en 1985. Empezó su carrera en solitario en 1988, abriendo el estudio Heatwave y formando el sello Digital B y, posteriormente, una empresa de distribución. En la década de 1980, ayudó a estilizar la fase computarizada de la música jamaicana, Como ingeniero digital.
En la década de 1980 y principios de los años 90 fue el productor de obras de Shabba Ranks, Cocoa Tea, Super Cat y Garnett Silk. Exploró estilos como el dancehall, lovers rock, roots reggae, así como en las primeras grabaciones del dancehall en español conocido como Reggaespañol en colaboración con el productor jamaiquino Karl Miller, radicado en Nueva York. También formó su propio Heatwave sound system.
A finales de la década de 1990 comenzó a trabajar con artistas como Morgan Heritage, Sizzla, Anthony B y Richie Spice. Fue el productor de Sizzla's Black Woman y su álbum Child de finales de 1990. Morgan Heritage’s Protect us Jah, también ha lanzado en la década de 1990 fue otra colaboración conocida, así como tres volúmenes Morgan Heritage Family and Friends.
Ha producido los álbumes más recientes de Richie Spice, Anthony B, Morgan Heritage, Chezidek, Ras Shiloh, Louie Culture, LMS, Mikey Spice y Norris Man.

## Vida personal
Tuvo dos hijos con su esposa Merva Dixon, Trudy Ann-y Craig. También tuvo un hijastro, Sheldon "Calibud" Stewart.

## Fallecimiento
Falleció el 21 de mayo de 2020 a los cincuenta y nueve años a causa de una enfermedad renal.